# Philodendron santodominguense
Philodendron santodominguense är en kallaväxtart som beskrevs av George Sydney Bunting. Philodendron santodominguense ingår i släktet Philodendron och familjen kallaväxter. Inga underarter finns listade.